# Contrôleur budgétaire et comptable ministériel
Le contrôleur budgétaire et comptable ministériel (acronyme CBCM) est, en France, un agent du ministère de l'économie et des finances exerçant les fonctions de comptable public au sein d'un ministère. 
Les CBCM et leurs services ont été institués par le décret du 18 novembre 2005. Ils sont placés auprès des ordonnateurs principaux de l’État, sous l’autorité du ministre chargé du budget. 

## Missions
Le CBCM concourt à la tenue et à l’établissement des comptes de l’État, s’assure de la sincérité des enseignements comptables et veille au respect des procédures comptables de l’État. 
Il est compétent à la fois pour exercer le contrôle interne et le contrôle financier des actes réglementaires d'ordre budgétaire pris par le ministre et son administration. Son rôle et ses fonctions sont détaillées par la loi organique reative aux lois de finances (LOLF) de 2006 ainsi que le décret relatif à la gestion budgétaire et comptable publique (GBCP) de 2012.